# Куп пет нација 1926.
Куп пет нација 1926. (службени назив: 1926 Five Nations Championship) је било 39. издање овог најелитнијег репрезентативног рагби такмичења Старог континента. а 12. издање Купа пет нација.
Прво место су поделили Ирска и Шкотска.

## Такмичење
Француска - Шкотска 6-20
Велс - Енглеска 3-3
Ирска - Француска 11-0
Шкотска - Велс 8-5
Ирска - Енглеска 19-15
Енглеска - Француска 11-0
Шкотска - Ирска 0-3
Велс - Ирска 11-8
Енглеска - Шкотска 9-17
Француска - Велс 5-7

## Табела
|   | Селекција                      | ИГ | Д | Н | И | ПД | ПП | ПР  | Б |  |
| - | ------------------------------ | -- | - | - | - | -- | -- | --- | - |  |
| 1 | Рагби репрезентација Шкотске   | 4  | 3 | 0 | 1 | 45 | 23 | +22 | 6 |  |
| 1 | Рагби репрезентација Ирске     | 4  | 3 | 0 | 1 | 41 | 26 | +15 | 6 |  |
| 3 | Рагби репрезентација Енглеске  | 4  | 2 | 1 | 1 | 26 | 24 | +2  | 5 |  |
| 4 | Рагби репрезентација Велса     | 4  | 1 | 1 | 2 | 38 | 39 | -1  | 3 |  |
| 5 | Рагби репрезентација Француске | 4  | 0 | 0 | 4 | 11 | 49 | -38 | 0 |  |